# Lophodermium fusiforme
Lophodermium fusiforme är en svampart som beskrevs av P.R. Johnst. 2001. Lophodermium fusiforme ingår i släktet Lophodermium och familjen Rhytismataceae.   Inga underarter finns listade i Catalogue of Life.